# Place Plumancy
Vous lisez un « bon article » labellisé en 2014.
La place Plumancy est un rond-point situé dans le centre-ville de Périgueux, dans le département de la Dordogne, en France.
L'histoire de la place remonte au XIXe siècle, ce qui en fait le plus ancien rond-point de la commune. Auparavant dénommée « place ronde Saint-Martin », elle porte le nom du sous-intendant militaire Jean Plumancy depuis 1866. La fontaine au centre du rond-point est érigée en 1890 pour distribuer l'eau dans le quartier. Au fil du temps, cette dernière se dégrade souvent et fait l'objet de plusieurs restaurations successives.

## Histoire

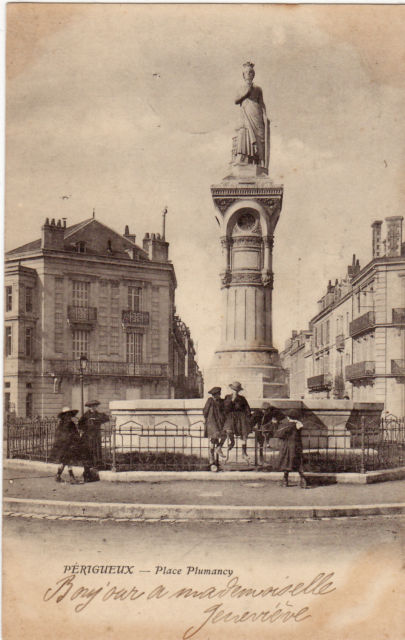
La place Plumancy en 1903.

Le sous-intendant militaire Jean Plumancy (1788-1860) indique dans son testament qu'il confie sa fortune à Périgueux, sa ville natale. Après protestation des héritiers et accord de la mairie, le legs est validé officiellement par décret impérial le 2 mars 1861. En guise de reconnaissance, la mairie donne alors son nom en 1866 à cette place, auparavant dénommée « place ronde Saint-Martin » quand elle apparaît au XIXe siècle, nom figurant sur le plan d'urbanisme général de 1845, dû à l'architecte de la ville, Élie Poncet Cruveilher (ou Cruveiller) successeur immédiat de Louis Catoire comme architecte de la ville,.
Dans les années 1860, la population urbaine s'accroît et les besoins en eau augmentent fortement. La fontaine des Malades, dans le quartier Saint-Georges, est à cette époque la seule source à Périgueux. La ville en fait alors construire une deuxième dans le quartier du Toulon, puis l'eau se propage dans toute la ville, chaque place ayant alors sa propre fontaine. L'architecte Alexandre Antoine Lambert fournit les plans de la fontaine réalisée par l'entrepreneur M. Barret de Périgueux, qui se dresse sur la place en 1890. Son eau provient de la source de l'Abîme, au Toulon. Surmontée d'une statue de jeune femme, elle est vite surnommée « Madame Plumancy » par les habitants.
À la fin du XIXe siècle, la bourgeoisie périgourdine s'installe progressivement de chaque côté de la place devenue, notamment au nord de la rue Gambetta, un quartier moderne de la ville. C'est à partir des années 1970 que la commune réhabilite plus de cinq-cents logements à proximité, dans le quartier Saint-Martin, voire sur la place même.
Depuis sa création, la fontaine a subi plusieurs restaurations. Elle connaît ainsi plusieurs phases de travaux en 1982 (création d'un bassin supplémentaire) — gérés par les services techniques municipaux et inaugurés le 17 janvier 1983 — puis en 2000 avec la rénovation du bassin de la fontaine. La dernière se déroule en avril 2012, quand commence une période de trois mois de rénovation de Plumancy. Ce chantier est attendu par l'opposition municipale de droite depuis septembre 2011. L'entreprise de taille de pierre Chinours de Saint-Laurent-sur-Manoire, les électriciens de la société Spie de Razac-sur-l'Isle, les fontainiers de chez Ide du Bugue, le service de maçonnerie de Périgueux et le service territorial de l'architecture et du patrimoine (STAP) participent au chantier. Ils renouvellent les deux bassins, changent la trajectoire des jets d'eau pour éviter d'abîmer la pierre, et réparent les systèmes électrique et d'éclairage. La Fondation du patrimoine lance un appel aux dons pour sauvegarder ce monument. Le coût total atteint les 194 000 euros, dont 60 000 financés par le conseil général de la Dordogne. La fin des rénovations est inaugurée le 18 juillet 2012. Quelques défauts perdurent jusqu'à fin 2012, avec notamment l'absence d'eau dans le bassin. Du 5 au 23 mai 2014, la fontaine est de nouveau en travaux, car des malfaçons du chantier de 2012 sont constatées au niveau de l'étanchéité du bassin ; le financement est assuré par la garantie.

## Caractéristiques
Circulaire à l'origine, la place Plumancy est actuellement de forme hexagonale. D'une largeur moyenne de 65 mètres, elle est accessible en bus avec la ligne 5 de Péribus.
Les quartiers modernes du centre-ville, situés de part et d'autre de la place, sont principalement résidentiels. La place Plumancy est immatriculée « AY13 » parmi les îlots regroupés pour l'information statistique (IRIS) de Périgueux, établis par l'Insee.
Chaque année, la place Plumancy accueille au mois de juin les exposants de la « foire Saint-Martin », un vide-greniers brocante.

### Aménagement des voies

Plan schématisé de la place.

Six voies rectilignes débouchent sur la place Plumancy et forment une étoile, les tracés de la place étant inspirés de la place de l'Étoile à Paris. Depuis le nord-nord-ouest et dans le sens anti-horaire (sens de circulation des véhicules), se succèdent : la rue des Jacobins, la partie nord-ouest de la rue Gambetta — ancienne rue Saint-Martin —, la rue de Metz — ancienne rue du Pont-Saint-Nicolas —, la rue René-Lestin — ancienne rue de la Nouvelle Halle, ou de la Halle —, la partie sud-est de la rue Gambetta — ancienne rue Saint-Martin — et la rue de Varsovie — anciennement rue du Pont-Saint-Nicolas, puis rue de Metz.

### «Madame Plumancy»
Lorsque les Américains viennent à Périgueux pendant la Première Guerre mondiale, ils comparent la fontaine à la statue de la Liberté.
Au centre de la place, la fontaine est construite en pierre calcaire fragile de Charente en provenance de Vilhonneur : en effet, à chaque période de gel, l'état de la fontaine se détériore. Depuis la rénovation en avril 2012, la pierre provient de Limeyrat. Au sommet de la fontaine s'élève une allégorie de Périgueux, vêtue comme à l'époque médiévale. Elle détient dans sa main gauche un bouclier marqué aux armes de la ville et s'appuie sur une mini-reproduction du clocher de la cathédrale Saint-Front. La statue-fontaine est due au sculpteur bordelais Maura.
Au pied de la sculpture, des plaques mentionnent les noms de personnalités de l'époque à laquelle le monument fut érigé : Georges Saumande, maire de Périgueux, Sadi Carnot, le président de la République,, Ernest Constans, son ministre de l'Intérieur, et Prosper Fournier, préfet de la Dordogne. Sur un côté du piédestal est également écrit : « CE MONUMENT / A ÉTÉ ÉRIGÉ POUR PERPÉTUER / LE SOUVENIR DES TRAVAUX / D'AMENÉE DES EAUX / DU TOULON / 1890 ».
Trois pompes électriques fonctionnent actuellement et manient trois séquences de jets : ceux du bassin périphérique, ceux jaillissant de la statue et ceux du bassin supérieur, provoquant des cascades.

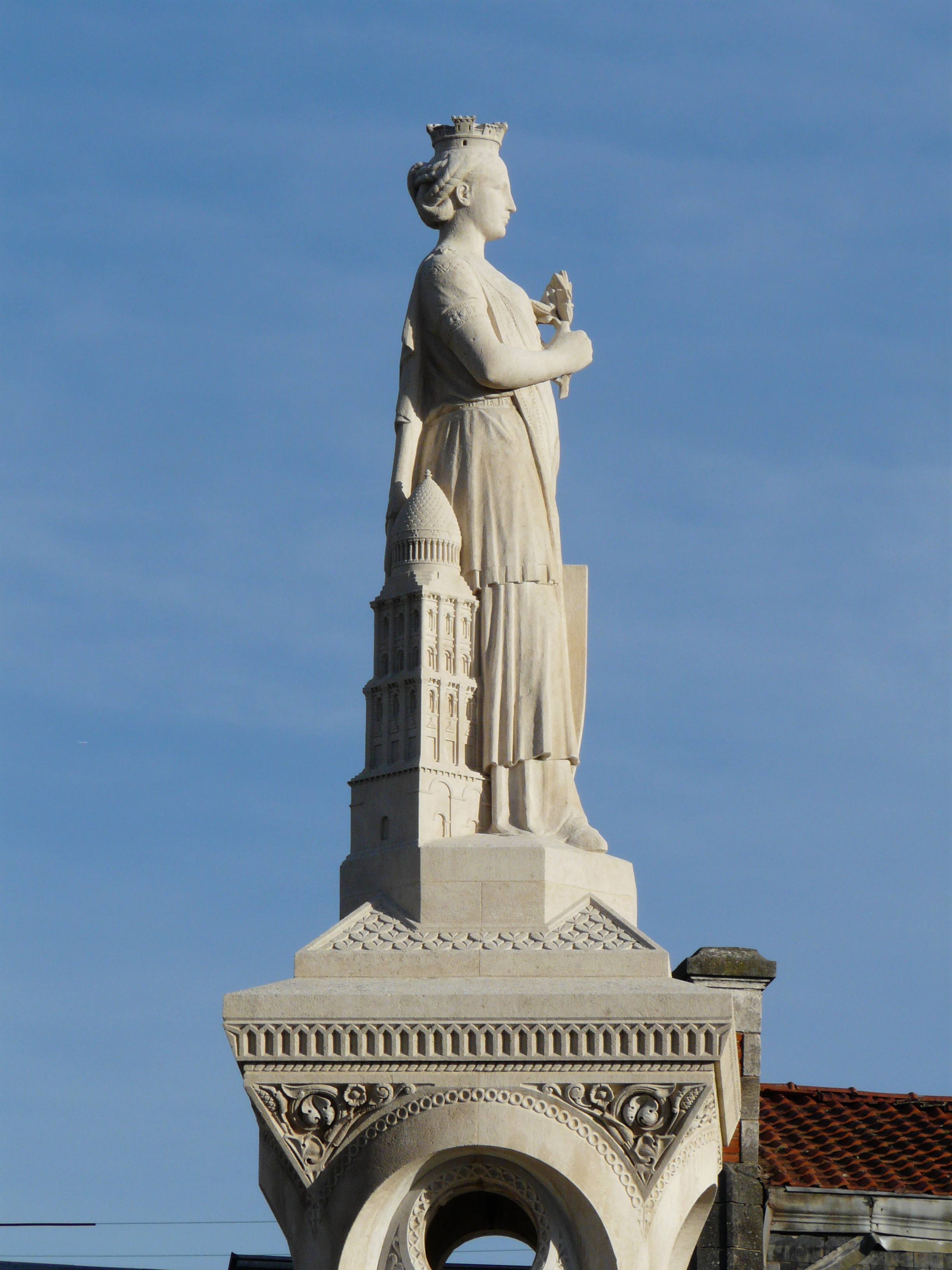
La statue de la fontaine, appuyée contre le clocher de la cathédrale Saint-Front.
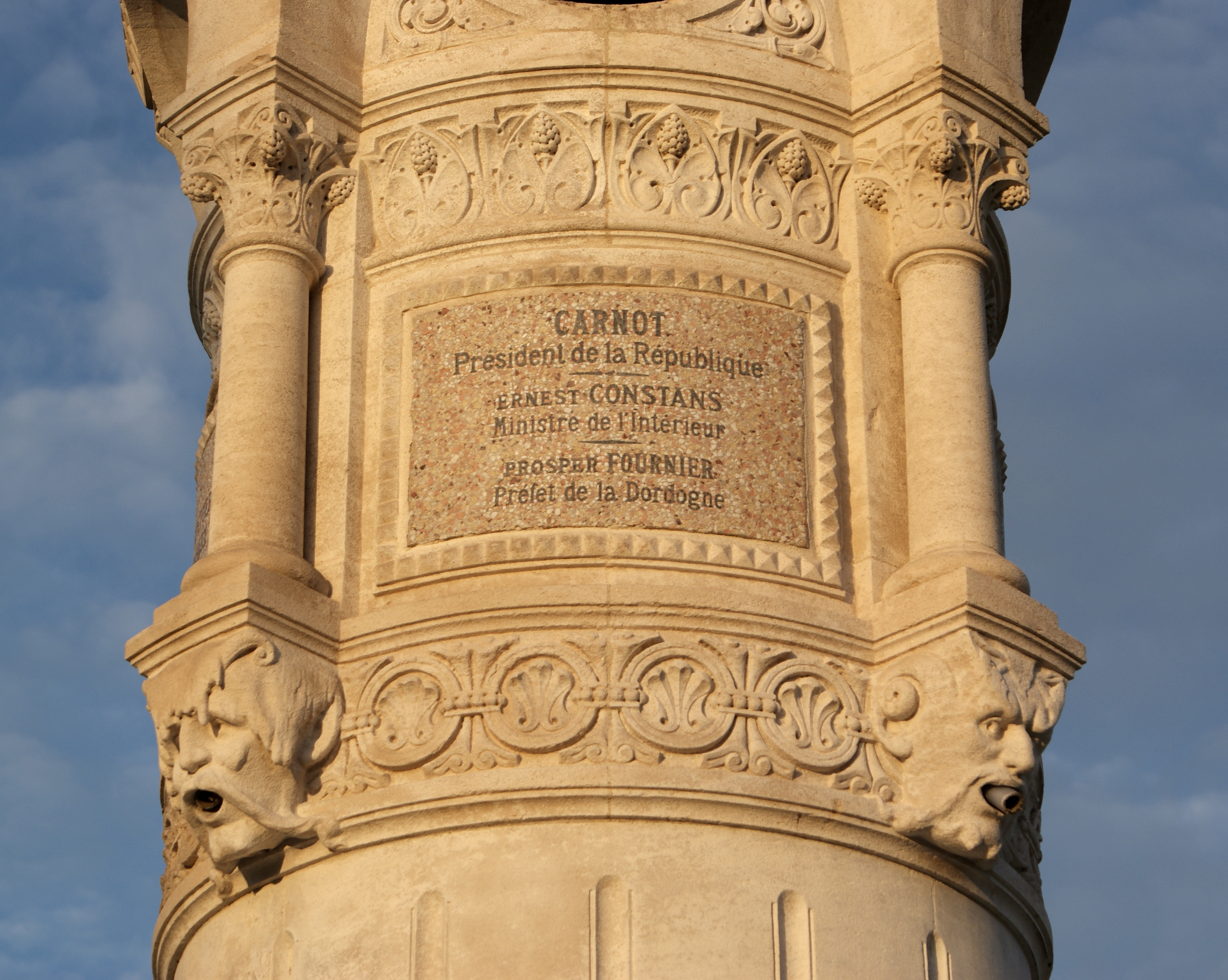
Inscription des noms du président de la République (Sadi Carnot), du ministre de l'Intérieur (Ernest Constans) et du préfet de la Dordogne en fonction en 1890.
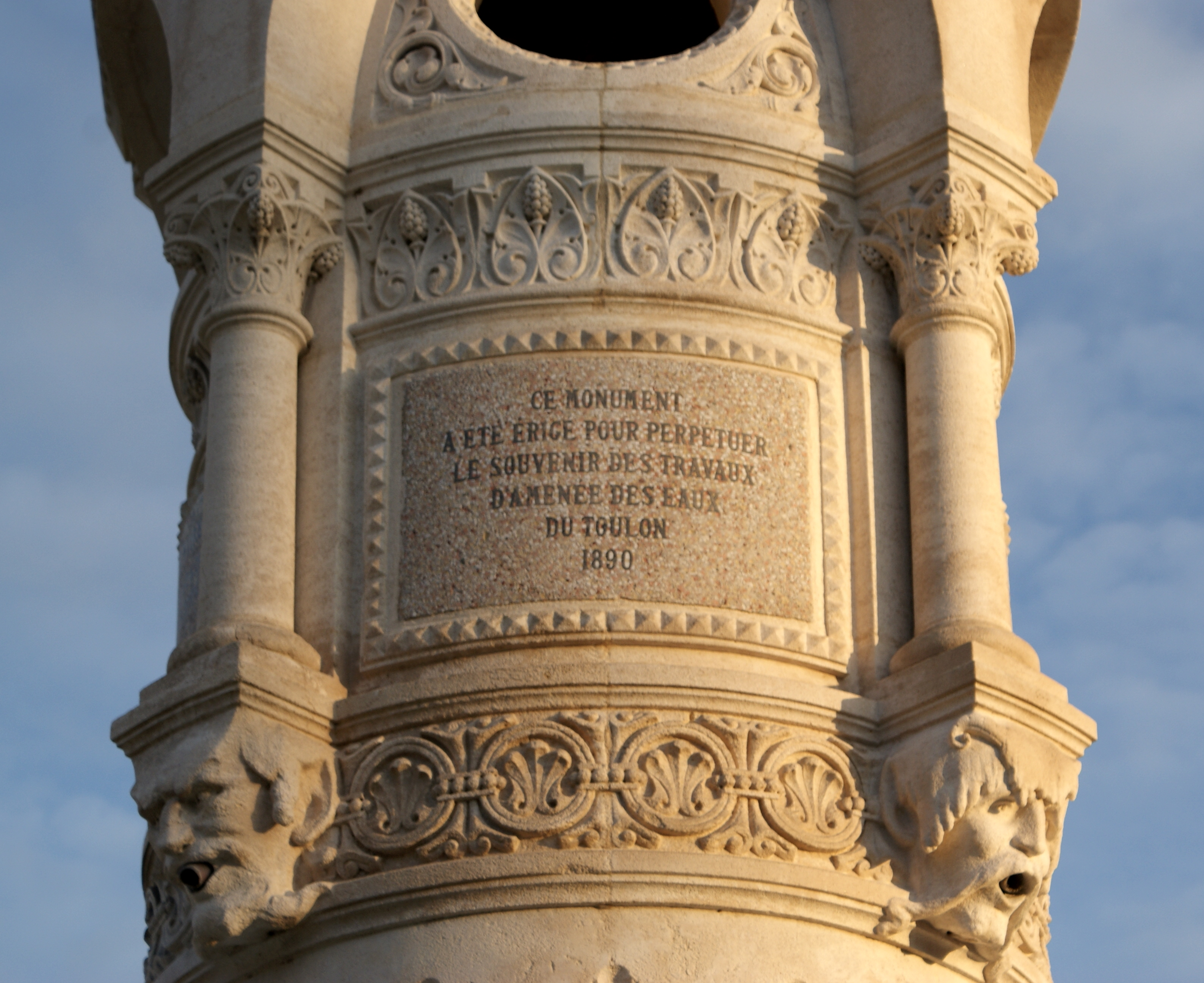
Inscription commémorant l'arrivée des eaux du Toulon, en 1890.
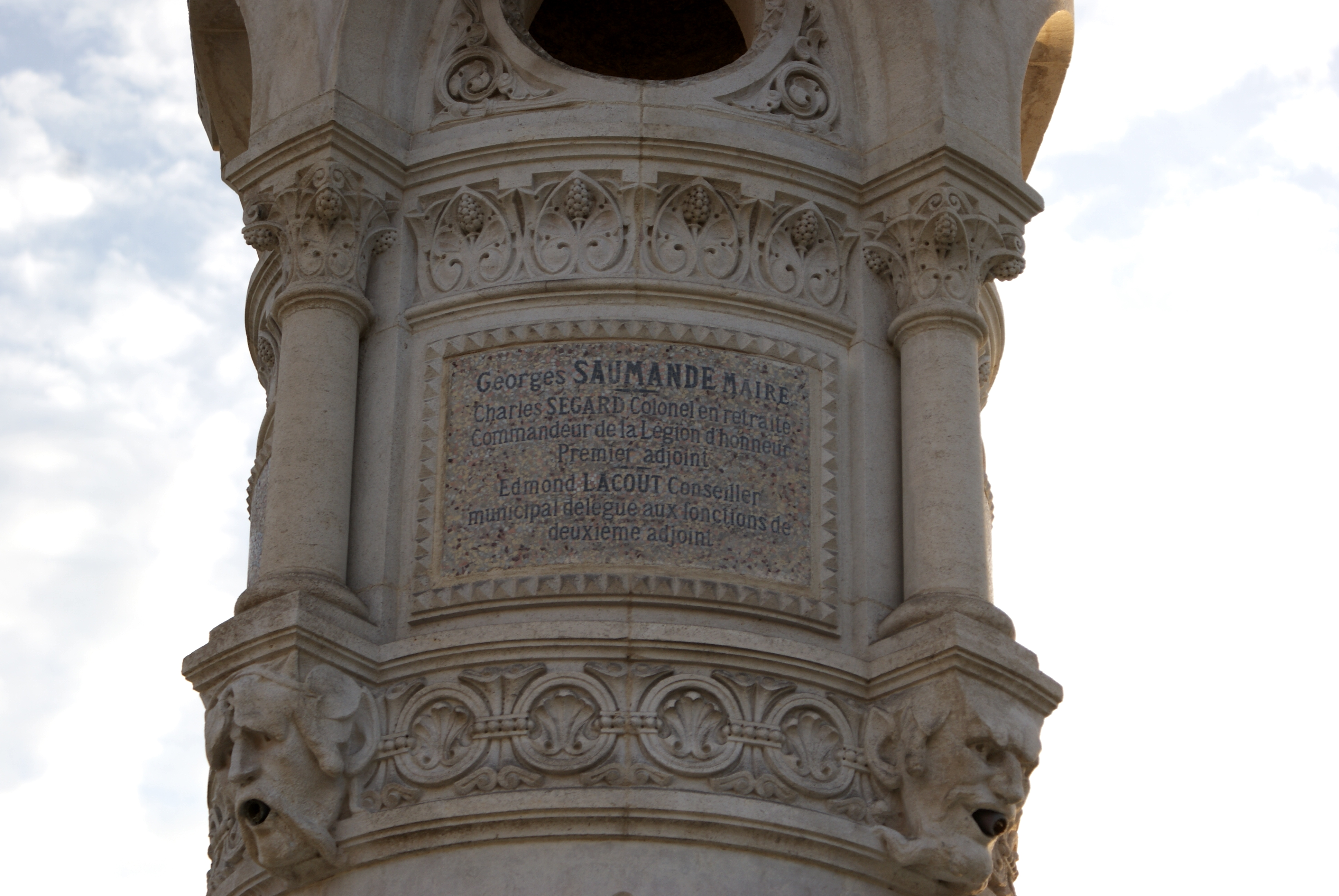
Inscription des noms du maire, de ses premier et deuxième adjoints, en 1890.
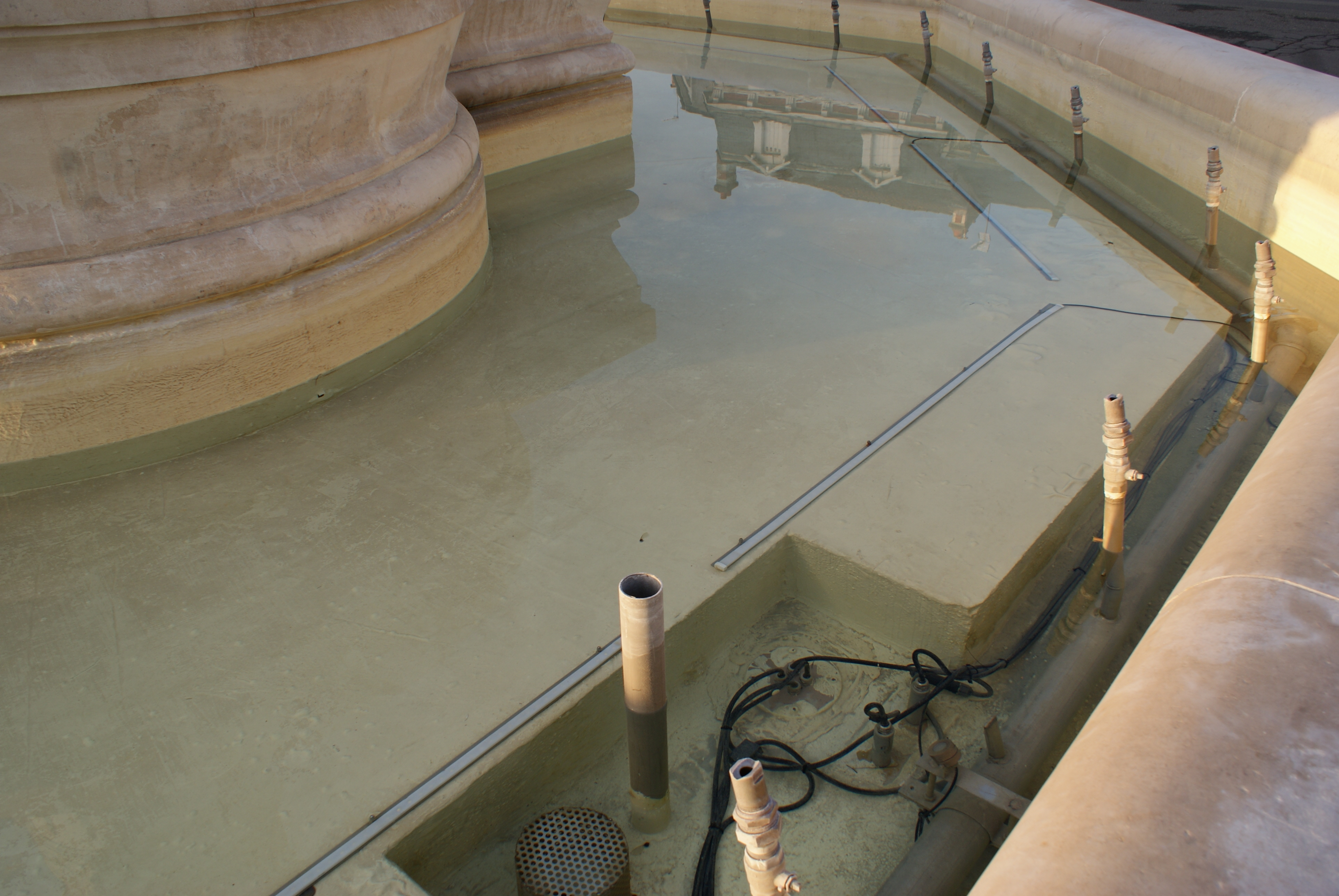
Le système de pompes de la fontaine.

### Structures
En 2013, la place Plumancy regroupe plusieurs structures économiques : un centre médical, un cabinet d'avocats et une agence du groupe Aviva.